# Joensuu
Joensuu er hovedbyen i Nordkarelen i det østlige Finland og har, efter sammenlægningen med et par små nabokommuner, 78.175 (2024) indbyggere. Den blev grundlagt i 1848 af Tsar Nikolaj 1.
Byen ligger i landskabet Norra Karelen. Kommunen og landskabet hører administrativt under Østfinlands regionsforvaltning.
I byen ligger bygningen Areene, der til daglig fungerer som sportshal. Det er den største træbygning i Finland. Lige udenfor centrum ligger University of Eastern Finland, Joensuu kampus. Universitet har ca 15-16.000 studerende fordelt på 3 kampuser; Joensuu (ca 8.000), Kuopie and Savonlinna. Kampus i Joensuu er det østligste universitet på det kontinentale EU.
I Joensuu ligger endvidere European Forest Institute.

## Til og fra
Joensuu har en jernbanestation, hvorfra der er direkte forbindelse til Helsinki samt til en række mindre byer, hvorfra der kan opnås forbindelse til andre større byer.
Ved siden af banegården ligger busstationen, der stort set har de samme forbindelser, men også tilbyder mindre ruter samt bybusservice. Det er dog ikke alle bybusser og almindelige busser, som stopper ved busstationen. Enkelte holder ved marketspladsen i centrum.
Endelig har Joensuu også en lufthavn, der har flere daglige afgange til bl.a. Helsinki og som også tilbyder direkte afgange til udvalgte feriemål i bl.a. Spanien og Tyrkiet i sæsonen. Lufthavnen er placeret ca 15-20 km nord-øst for centrum.

## Afstande
Afstande til andre finske byer:
| By           | Afstand | Retning |
| ------------ | ------- | ------- |
| Helsinki     | 437 km  | SV      |
| Jyväskylä    | 245 km  | V       |
| Kuopio       | 136 km  | NV      |
| Lappeenranta | 235 km  | SV      |
| Oulu         | 393 km  | NV      |
| Kajaani      | 222 km  | NV      |
| Savonlinna   | 133 km  | SV      |
| Tampere      | 393 km  | SV      |
| Turku        | 542 km  | SV      |
| Vaasa        | 492 km  | V       |

## Sport
- Kataja – Basketball Arkiveret 23. april 2012 hos  Wayback Machine – Spiller kampe i Areena og holder til i den bedste finske række hvor de ofte spiller med om mesterskabet.
- JOSBA – Floorball – Spiller i den den bedste finsk række.
- JOMA – Baseball (Finlands national sport) – Spiller kampe på deres eget stadion som er placeret inde i skoven mellem Areena og universitetet. Hører også til en den bedste række.
- JIPPO – Fodbold – Spiller kampe på stadion lige udenfor Areena. Spiller i den næstbedste række.
- Jokipojat – Ishockey Arkiveret 21. marts 2009 hos  Wayback Machine – Spiller kampe i ishockeyhallen lige ved siden af areena. Hallen har plads til ca. 5100. Spiller også i den næstbedste række.